# Denkmäler der Regierungsunmittelbaren Stadt Peking
Die Denkmalliste der Regierungsunmittelbaren Stadt Peking (chinesisch 北京市文物保護單位 / 北京市文物保护单位, Pinyin Běijīng shì wénwù bǎohù dānwèi – „Denkmäler der Regierungsunmittelbaren Stadt Peking“) ist eine nach den Bestimmungen zum Schutz von Kulturgütern der Regierungsunmittelbaren Stadt Peking (北京市文物保护管理条例,  Beijing shi wenwu baohu guanli tiaolie) vom Amt für Kulturgegenstände der Regierungsunmittelbaren Stadt Peking (北京市文物局,  Beijing shi wenwu ju) in der Volksrepublik China aufgestellte Denkmalliste von geschützten historischen Stätten und Kulturgütern, die anschließend von der Regierung der Stadt genehmigt und veröffentlicht worden sind. Im April 2023 umfasste sie 410 Denkmale.
Eine erste Liste wurde 1957 erstellt, eine zweite im Jahr 1979. Sie wurde inzwischen mehrmals um ein Mehrfaches erweitert (siehe Übersicht). Die Liste umfasst bedeutende Stätten für Geschichte, Religion, Kunst und Wissenschaft: Gebäude, Gräber, alte Architektur, Klöster, Steininschriften und anderes.
Ein Teil der Denkmäler der Regierungsunmittelbaren Stadt Peking steht auch auf der Liste der Denkmäler der Volksrepublik China.
Changping – Chaoyang – Daxing – Dongcheng – Fangshan – Fengtai – Haidian – Huairou – Mentougou – Miyun – Pinggu – Shijingshan – Shunyi – Tongzhou – Xicheng – Yanqing
昌平区 – 朝阳区 – 大兴区 – 东城区 – 房山区 – 丰台区 – 海淀区 – 怀柔区 – 门头沟区 – 密云县 – 平谷区 – 石景山区 – 顺义区 – 通州区 – 西城区 – 延庆县

## Beschlüsse
| Liste Nr. | Datum        | Jahr | Anzahl |
| --------- | ------------ | ---- | ------ |
| 1         | 28. Oktober  | 1957 | 36     |
| 2         | 21. August   | 1979 | 33     |
| 3         | 24. Mai      | 1984 | 111    |
| 4         | 23. Februar  | 1990 | 20     |
| 5         | 20. Oktober  | 1995 | 56     |
| 6         | 12. Juli     | 2001 | 40     |
| 7         | 11. Dezember | 2003 | 30     |

## Übersicht (nach Stadtbezirken und Kreisen)
Die Schreibung erfolgte in Pinyin und mit chinesischen Schriftzeichen, jeweils mit Angabe der Liste. Englische Bezeichnungen nach (Beijing Municipal Administration of Cultural Heritage (Beijing Cultural Relics Bureau))

### Dongcheng东城区 (101)
- Gugong 故宫 Kaiserpalast The Palace Museum (1-1)[4]

- Taimiao 太庙 (劳动人民文化宫) Kaiserlicher Ahnentempel Originally the Imperial Ancestral Temple (1-2)[5]

- Huangshicheng 皇史宬 Kaiserliches historisches Archiv Imperial Historical Archives (1-3)[6]
- Guozijian 国子监 Imperial College (1-4)[4]

- Kongmiao 孔庙 Konfuziustempel Confucian Temple (1-5)[5]

- Zhihua-Tempel Tempel der erlangten Weisheit (1-7)[4]

- Yonghe gong 雍和宫 Yonghe-Lamatempel Yonghe Lamasery (1-8)[4]

- Zhonglou 钟楼 The Bell Tower (1-9)[7]

- Gulou 鼓楼 Drum Tower (1-10)[7]

- Tiantan 天坛 Temple of Heaven (1-16)[4][8]

- Mao Zhuxi jiniantang 毛主席纪念堂 Mao Tse-tung Memorial Hall (2-1)

- Mao Zhuxi guju 毛主席故居 Former Residence of Chairman Mao (2-4)
- Gu guanxiangtai 古观象台 The Ancient Observatory (2-9)[6]

- Beijing cheng Dongnan jiaolou 东南城角角楼 Turret at the Southeast Corner of the Inner City (2-15)[9]

- Zhengyangmen yu Jianlou 正阳门与箭楼 Arrow Tower, Gate of Virtue Dominance (2-16)[5][10]

- Fu wang fu 孚王府 (九爷府) Mansion of the 9th Prince (2-30)[11]
- Wen Tianxiang ci 文天祥祠 Memorial Temple of Wen Tianxiang (2-33)

- Beijing Sun Zhongshan xingguan 孙中山先生逝世纪念地 Doctor Sun Yat-Sen Memorial (3-1)[12]
- Bolin si 柏林寺 Bolin Temple (3-9)[12]

- Dongsi qingzhensi 东四清真寺 Dongsi Mosque (3-14)

- Long’an si 隆安寺 Long’an Temple (3-16)[8]
- Ditan 地坛 Temple of Earth (3-18)[12]

- Pudu si dadian 普度寺大殿 Hall of Pudu Temple (3-28)

- Songshu si ji Zhizhu si 嵩祝寺及智珠寺 Songzhu Temple and Zhizhu Temple (3-30)
- Xuanren miao 宣仁庙 Xuanren Temple (3-31)

- Ninghe miao 凝和庙 Ninghe Temple (3-32)
- Hejing gongzhu fu 和敬公主府 Former Residence of Princess Hejing (3-39)
- Yu Qian ci 于谦祠 Ancestral Temple of Yu Qian (3-49)
- Laoshe guju 老舍故居 Former Residence of Laoshe (3-55)

- Mao Dun guju 茅盾故居 Former Residence of Mao Dun (3-56)

- Yangping huiguan xilou 阳平会馆戏楼 Yangping Assembly Hall Theater (3-58)[8]
- Fujian Tingzhou huiguan beiguan 福建汀洲会馆北馆 Fujian Tingzhou Assembly Hall, Northern Section (3-59)[8]
- Keyuan 可园 Keyuan Garden (3-63)[11]

- Jiuzhai yuan 旧宅园 Former Residence of Wanrong (3-64)
- Dongcheng qu Dongsiliutiao Shiliusan zhi shiliuwu hao siheyuan 东城区东四六条六十三至六十五号四合院 Courtyard Dwellings at No. 63, 64 and 65, Dongsiliutiao Street, Dongcheng District (3-73)
- Dongcheng qu Lishi Hutong yibaisanshijiu hao siheyuan 东城区礼士胡同一百二十九号四合院 Courtyard Dwellings at No. 129, Lishi Hutong, Dongcheng District (3-74)
- Dongcheng qu Neiwubu jie shiyi hao siheyuan 东城区内务部街十一号四合院 Courtyard Dwellings at No. 11, Neiwubu Street, Dongcheng District (3-75)
- Dongcheng qu Yuan’ensihou jie qi hao, jiu hao siheyuan 东城区圆恩寺后街七号、九号四合院 Courtyard Dwellings at No. 7 and No. 9, Yuan’ensihou Street, Dongcheng (3-76)
- Dongcheng qu guoxiang hutong er hao siheyuan 东城区国祥胡同二号四合院 Courtyard Dwellings at No. 2, Guoxiang Hutong, Dongcheng District (3-77)
- Dongcheng qu Fangjia hutong shisan hao, shiwu hao siheyuan 东城区方家胡同十三号、十五号四合院 Courtyard Dwellings at No. 13 and No. 15, Fangjia Hutong, Dongcheng District (3-78)
- Dongcheng qu Fuxue hutong ershiliu hao (baokuo Jiaodaokou nan dajie yibaisanshiliu hao) siheyuan 东城区府学胡同三十六号 (inkl. 交道口南大街一百三十六号)四合院 Courtyard Dwellings at No. 36, Fuxue Hutong (including the Courtyard Dwellings at No. 136, Jiaodaokou South Street), Dongcheng District (3-79)
- Chongwen qu Xinkai lu ershisi hao siheyuan 崇文区新开路二十四号四合院 Courtyard Dwellings at No. 24, Xinkai Road, Chongguang District [lies: Chongwen District] (3-80)[8]
- Zhengyang qiao shu qu ji fang bei 正阳桥疏渠记方碑 Square Stele Recording the Watercourse Construction at Zhengyangqiao (3-82)[8]
- Yandun 燕墩 Swallow Pier (3-83)[8]

- Guozijian jie 国子监街 Guozijian Street (3-84)

- Yuan Chonghuan ci, mu he miao 袁崇焕祠、墓和庙 Ancestral Temple, Tomb and Temple of Yuan Chonghuan (3-90)[12][8]

- Nanxincang 南新仓 Nanxincang Warehouse (3-94)

- Beixincang 北新仓 Beixin Storehouse (3-95)
- Lumicang 禄米仓 Lumi Rice Storehouse (3-96)
- Jintai shuyuan 金台书院 Jintai Academy of Classical Learning (3-97)[8]
- Yuan zhong fa daxue 原中法大学 Former China-France University (3-100)
- Beijing Xiehe yixueyuan 原协和医学院Former Xiehe Medical College (3-102)[12]

- Zhonghua shengjing hui jiuzhi 中华圣经会旧址 Site of the Bible Association of China (3-106)
- Shuntian fuxue 顺天府学 State Shuntian School (3-109)

- Duan Qirui zhizhengfu jiuzhi段祺瑞执政府旧址 Site of Duan Qirui' Acting Government (3-111)[12]
- Jingshi daxue tang jianzhu yicun 京师大学堂建筑遗存 Remaining Buildings of Beijing Capital University (4-1)
- Daciyanfu gong jianzhu yicun 大慈延福宫建筑遗存 Site of the Buildings of the Daciyanfu Palace (4-3)
- Dongcheng Xitangzi hutong 东城区西堂子胡同25-37号四合院 Courtyard Dwellings at No. 25 to No. 37, Xitangzi Hutong, Dongcheng District (4-8)
- Dongtang 东堂East Church (4-9)

- Yasili tang 亚斯立堂 Yasili Church (4-10)[12]
- Beijing daxue dizhiguan jiuzhi 北京大学地质馆旧址 Site of the Geology Hall, Beijing University (4-13)
- Beijing fandian chuqi jianzhu 北京饭店初期建筑 Buildings of Beijing Restaurant in the Early Republic Period (4-17)
- Jundiaobu 1946 nian Zhonggong daibiaotuan zhudi 军调部1946年中共代表团驻地Troop Station of the CPC Delegation in 1946 (5-1)
- Chun Qinwang fu 淳亲王府 Mansion of Prince Chun (5-6)
- Jiemin tang 孑民堂 Jiemin Hall (5-7)
- Riben gongshiguan jiuzhi 日本公使馆旧址 Site of the Former Japanese Legation (5-8)
- Riben shiguan jiuzhi Site of the Former Embassy of Japan 日本使馆旧址 (5-9)
- Yingguo shiguan jiuzhi 英国使馆旧址 Site of the Former Embassy of Great Britain (5-10)
- Yidali shiguan jiuzhi zhulou 意大利使馆旧址主楼 Site of the Main Building of the Former Italian Embassy (5-11)
- Bilishi shiguan jiuzhi 比利时使馆旧址 Site of the Former Belgium Embassy (5-12)
- Faguo shiguan jiuzhi 法国使馆旧址 Site of the Former French Embassy (5-13)
- Aodili shiguan jiuzhi 奥地利使馆旧址 Site of the Former Austrian Embassy (5-14)
- Zhengjin yinhang jiuzhi 正金银行旧址 Site of the Former Zhengjin Bank (5-15)
- Huaqi yinhang jiuzhi 花旗银行旧址 Site of the Former National Citibank of New York

(5-16) 
- Faguo youzhengju jiuzhi 法国邮政局旧址 Site of the Former Post Office of France (5-17)
- Dongfang huili yinhang jiuzhi 东方汇理银行旧址 Site of the Calyon Corporate & Investment Bank (5-18)
- Sheng Mi’e’er jiao tang 圣米厄尔教堂 St. Michael’s Church (5-19)

- Dongcheng qu Mao’er Hutong 11 hao siheyuan 东城区帽儿胡同11号四合院 Courtyard Dwellings at No. 11, Mao’er Hutong, Dongcheng District (5-30)
- Jingshi daxuetang fenke xueyuan jiuzhi 京师大学堂分科学院旧址 Site of the Branch College of Jingshidaxuetang (5-36)
- Meiguo shiyuan jiuzhi 美国使馆旧址 Site of the Embassy of the United States of America (5-50)
- Helan shiguan jiuzhi 荷兰使馆旧址 Site of the Embassy of the Netherlands (5-51)
- Dongcheng qu Mao’er Hutong 5 hao siheyuan 东城区帽儿胡同5号四合院 Courtyard Dwellings at No. 5, Mao’er Hutong, Dongcheng District (6-10)
- Dongcheng qu Meishuguan dongjie 25 hao siheyuan 东城区美术馆东街25号四合院 Courtyard Dwellings at No. 25, Meishuguan East Street, Dongcheng District (6-11)
- Dongcheng qu Dongmianhua Hutong 15 hao yuan ji gongmen zhuandiao 东城区东棉花胡同15号院及拱门砖雕 Brick Engravings on the Archway and the Courtyard at No. 15, Dongmianhua Hutong, Dongcheng District (6-12)
- Dongcheng qu Qiangulouyuan Hutong 7, 9 hao siheyuan 东城区前鼓楼苑胡同7,9号四合院 Courtyard Dwellings at No. 7 and No. 9, Qiangulouyuan Hutong, Dongcheng District (6-13)
- Dongcheng gulou dong dajie 255 hao siheyuan 东城区鼓楼东大街255号四合院 Courtyard Dwellings at No. 255, Gulou East Street, Dongcheng District (6-14)
- Ning jun wang fu 宁郡王府 Mansion of Prince Ning (6-15)

- Chen Duxiu jiuju 陈独秀旧居 Former Residence of Chen Duxiu (6-29)
- Jing-Feng tielu Zhengyanmen 京奉铁路正阳门东车站旧址 Former Site of the East Zhengyangmen Station, Jing-Feng Railway (6-32)[8]

- Huangcheng qian yizhi 皇城墙遗址 Site of the Imperial City Wall (7-1)
- Dongcheng qu Heizhima Hutong, 13 hao siheyuan 东城区黑芝麻胡同13号四合院 Courtyard Dwellings at No. 13, Heizhima Hutong, Dongcheng District (7-2)
- Qiyuan huayuan 绮园花园 Qiyuan Garden (7-3)
- Dongcheng qu Qianyongkang hutong 7 hao siheyuan 东城区前永康胡同7号四合院 Courtyard Dwellings at No. 7, Qianyongkang Hutong, Dongcheng District (7-4)
- Seng wang fu 僧王府 Mansion of Prince Seng (7-5)
- Zongli geguo shiwu yamen jianzhu yicun 总理各国事务衙门建筑遗存 Foreign Affairs Ministry Building (7-6)
- Heng qinwang fu 恒亲王府 Mansion of Prince Heng (7-7)
- Dongcheng qu Shajing Hutong 15 hao siheyuan 东城区沙井胡同15号四合院 Courtyard Dwellings at No. 15, Shajing Hutong, Dongcheng District (7-8)
- Huashi huoshen miao 花市火神庙 Temple of the Fire-Fiend at Huashi (7-16)[8]
- Yuan mai jia li yinhang 原麦加利银行 Former Chartered Bank of India, Australia and China (7-25)
- Xiehe yiyuan zhuzhai qun 协和医院住宅群 Xiehe Hospital Villa Complex (7-26)
- Beijing daxue nüsheng sushe 北京大学女生宿舍 Peking University Students’ Dormitory Building (7-27)

### Xicheng西城区 (98)
- Shejitan 社稷坛 (中山公园) The Altar of Land and Grain (1-11)[5]

- Zhong nan hai 中南海 Central and South Lakes (1-12)[12]

- Bei hai 北海、团城 North Lake and Circular Wall (1-13)[4]

- Jing Shan 景山 Scenic Hill (1-14)[11]

- Dagao Xuandian 大高玄殿 Royal Taoist Temple (1-15)[7]

- Beijing Tianning si ta 天宁寺塔 Pagoda within the Temple of Heavenly Peace (1-17)[5][13]

- Lu Xun guju 鲁迅故居 Former Residence of Lu Xun (2-3)[12]

- Li Dazhao guju 李大钊故居Former Residence of Li Dazhao (2-5)
- Taotan ting 陶然亭,Cibei an 慈悲庵 Joyous Pavilion / The Nunnery of Mercy (2-6)[13]
- Niujie qingzhensi 牛街清真寺 Ox Street Mosque (2-10)[5][13]

- Gong wang fu 恭王府及花园 Prince Gong’s Mansion and Gardens (2-11)[6]

- Nantang 南堂 Southern Cathedral (2-14)[7]

- Fayuan Si 法源寺 Fayuan Temple (2-22)[11][13]

- Xiannongtan 先农坛 Altar of Agriculture (2-24)[11][13]

- Desheng men jianlou 德胜门箭楼 Arrow Tower, Gate of Virtue Dominance (2-27)[12]

- Baiyun Guan 白云观 White Cloud Temple (2-29)[11]

- Lidai diwangmiao 历代帝王庙 Temple of Successive Emperors (2-31)[7]

- Yuan Guoli Beiping daxue nüzi shifan xueyuan 原国立北平大学女子师范学院 Site of the Women’s Normal School, National Peking University (3-2)[12]
- Beijing Baoguo si ji Gu Tinglin ci 报国寺及顾亭林祠 Baoguo Temple and the Ancestral Temple for Gu Tinglin (3-8)[12][13]
- Beijing Guanghua Si 广化寺 Guanghua Temple (3-10)

- Huguo si Jingang dian 护国寺金刚殿 Jingang Hall in Huguo Temple (3-11)
- Ducheng Huangmiao Houdian 都城隍庙后殿 (寝祠) Back Hall of the Capital Town God Temple (3-12)

- Guangji Si 广济寺 Guangji Temple (3-13)[12]

- Huode zhen jun miao 火德真君庙 (火神庙) Temple of the Perfect Sovereign of the Virtue of Fire / Fire God Temple (3-15)

|
- Yue tan 月坛 Temple of the Moon (3-20)[12]
- Wanningqiao (Houmenqiao) 万宁桥 (后门桥) Wanning Bridge (Back Door Bridge) (3-24)

- Fuyou si 福佑寺 Fuyou Temple (3-29)
- Zhaoxian si 昭显庙 Zhaoxian Temple (3-33)
- Lü zu ge 吕祖阁 Lüzu Pavilion (3-34)
- Xishiku jiaotang (Beitang) 西什库教堂 (北堂) Xishiku Cathedral (3-35)[12]

- Li wang fu 礼王府 Former Residence of Prince Li (3-40)
- Zheng wang fu 郑王府 Former Residence of Prince Zheng (3-41)
- Qing wang fu 庆王府 Former Residence of Prince Qing (3-42)
- Shuncheng jun wangfu 顺承郡王府 Former Residence of Prince Shuncheng (3-43)
- Keqin jun wangfu 克勤郡王府 Former Residence of Prince Keqin (3-44)
- Chun qinwang fu 醇亲王府 (摄政王府) Former Residence of Prince Chun (Prince Regent) (3-45)[12]

- Guanyue miao 关岳庙 Guanyue Temple (3-46)[12]
- Yunhui lou qingyin ge 云绘楼清音阁 Qingyin Pavilion, of Yunhui Mansion (3-47)[13]
- Yang Jiaoshan ci 杨椒山祠 (松筠庵) Ancestral Temple of Yang Jiaoshan (Songjun Nunnery) (3-48)[13]
- Zhu Yizun guju (Shunde huiguan) 朱彝尊故居 (顺德会馆) Former Residence of Zhu Yizun (Shunde Assembly Hall) (3-50)[13]
- Kang Youwei guju 康有为故居 Former Residence of Kang Youwei (3-51)[13]
- Mei Lanfang guju 梅兰芳故居 Former Residence of Mei Lanfang (3-52)
- Cheng Yanjiu guju 程砚秋故居 Former Residence of Cheng Yanqiu (3-53)
- Qi Baishi guju 齐白石故居 Former Residence of Qi Baishi (3-54)

- Beijing Huguang huiguan 湖广会馆 Huguang Assembly Hall (3-57)[13]

- Anhui huiguan xilou 安徽会馆戏楼 Theater of the Anhui Assembly Hall (3-60)[12][13]
- Hunan huiguan 湖南会馆 Hunan Assembly Hall (3-61)[13]
- Zhongshan huiguan 中山会馆 Zhongshan Assembly Hall (3-62)[13]
- Leshan yuan jianzhu yicun (Beijing dongwuyuan) 乐善园建筑遗存 Preserved Building of Leshan Garden (3-65)
- Xicheng qu Xijiaominxiang bashiqi hao, Bei Xinhua jie yibaiyishi’er hao siheyuan 西城区西交民巷八十七号、北新华街一百一十二号四合院 Courtyard Dwellings at No. 87, Xijiaominxiang Hutong and No. 112, North Xinhua Street (3-68)
- Xicheng qu Xisi Bei dajie liu tiao ershisan hao siheyuan 西城区西四北大街六条二十三号四合院 Courtyard Dwellings at No. 23, Liutiao Hutong on Xisi North Street (3-69)
- Xicheng qu Xisibeisantiao shiyi hao siheyuan 西城区西四北三条十一号四合院 Courtyard Dwellings at No. 11, Xisibeisantiao Hutong, Xicheng District (3-70)
- Xicheng qu Xisibeisantiao shijiu hao siheyuan 西城区西四北三条十九号四合院 Courtyard Dwellings at No. 19, Xisibeisantiao Hutong, Xicheng District (3-71)
- Xicheng qu Qiangongyong Hutong shiwu hao siheyuan 西城区前公用胡同十五号四合院 Courtyard Dwellings at No. 15, Qiangongyong Hutong, Xicheng District (3-72)
- Ming Beijingcheng chengqiang yiji 明北京城城墙遗迹 Ruins of the Ming Dynasty. City Wall of Beijing

(3-86)
- Li Madou ji Ming-Qing yilai waiguo chuanjiaoshi mudi 利玛窦墓及明清以来外国传教士墓地Cemetery for Li Madou (Matteo Ricci) and other Foreign Clergy since the Ming and Qing Dynasties (3-89)[12]

- Shengpingshu xilou 升平署戏楼 Theater at Shengpingshu (3-98)
- Tianzhujiao shengmu hui fawenxuejiao jiuzhi 天主教圣母会法文学校旧址 Former Site of the French Language School, Roman Catholic Church of the Virgin Mary (3-99)

- Yuan Furen Daxue 原辅仁大学 Former Furen University (3-101)
- Beijing tushuguan zhulou 北京图书馆主楼 Main Building of Beijing Library (3-103)[12]

- Minguo guohui yichang 民国国会议场 Seat of Congress of the Republic of China Period (3-104)[12]

- Jingbao guan 京报馆 Beijing Newspaper Office (3-105)[13]
- Jin Zhongdu Taiye Chi yizhi 金中都太液池遗址 Site of the Taiye Pool of Zhongdu City during the Jin Dynasty (3-107)[13]
- Shengxin zhongxue yu Youzhen zhong jiuzhi 盛新中学与佑贞女中旧址 Site of Shengxin Middle School and Youzhen Girls’ Middle School (4-14)
- Zhongguo Nonggong yinhang jiuzhi 中国农工银行旧址 Site of the Agricultural and Industrial Bank of China (5-20)
- Xicheng qu Fuguo jie 3 hao siheyuan 西城区福国街3号四合院 Courtyard Dwellings at No. 3, Fuguo Street, Xicheng District (5-21)
- Beile Tao fu 涛贝勒府 Mansion of Beile Tao (5-22)
- Wansong laoren ta 万松老人塔 Pagoda of the Aged Wansong (5-23)

- Pingsui Xizhimen chezhan jiuzhi 平绥西直门车站旧址 Site of the Former Xizhimen Station in Pingsui (5-24)
- Quanye chang jiuzhi 劝业场旧址 Site of Quanye Square (5-25)[13]
- Qian Xiangyi choubudian 谦祥益旧址门面 Site of the Shops at Qian Xiangyi (5-26)[13]

- Ruifuxiang jiuzhi menmian 瑞蚨祥旧址门面 Shops at the Ruifuxiang (5-27)[13]

- Xiangyihao choubu dian 祥义号绸布店旧址门面 Site of the Xiangyihao Silk Store (5-28)[13]
- Beijing shuizhun yuandian jiuzhi 北京水准原点旧址 Site of the Survey Point in Beijing (5-49)
- Dalu yinhang jiuzhi 大陆银行旧址 Site of the Continental Bank (5-52)
- Zhongyang yinhang jiuzhi 中央银行旧址 Site of Central Bank (5-53)
- Baoshang yinhang jiuzhi 保商银行旧址 Site of Baoshang Bank (5-54)
- Yanye yinhang jiuzhi 盐业银行旧址 Site of Salt Industry Bank (5-55)[13]
- Jiaotong yinhang jiuzhi 交通银行旧址 Site of Communications Bank (5-56)[13]
- Jiushi pumianfang 旧式铺面房 Traditional Shop Building (6-16)
- Xianliang ci 贤良祠 Ancestral Temple of Xianliang (6-17)
- Guoli Meng-Zang xuejiao 国立蒙藏学校旧址 Site of the State Meng-Zang School (6-18)[12]

- Sansheng’an 三圣庵 Sansheng Nunnery (6-19)[13]
- Zhengyi ci 正乙祠 Ancestral Zhengyi Temple (6-20)[13]
- Changchun si 长椿寺 Changchun Temple (6-21)[13]

- Xicheng qu Baiwan zhuang lu 8 hao muyuan shike 西城区百万庄路8号墓园石刻  (6-30)
- Zhonghua sheng gong huijiaotang 中华圣公会教堂Church of the Christian Association of China (6-31)

- Guomin Caizhengbu caizhengbu yinshuachang jiuzhi 民国财政部印刷厂旧址Former Site of the Printing House of the Treasury Ministry of the Republic of (6-33)[12][13]
- Liangshidian jie di-shi lüguan 粮食店街第十旅馆 The Tenth Hotel on Liangshidian Street (6-34)[13]
- Huixian tang 会贤堂Huixian Hall (7-9)
- Nianhua si 拈花寺 Nianhua Temple (7-10)
- Xue Chi bingjiao 雪池冰窖 Ice Cellar at Xuechi (7-11)
- Gongjian bingjiao 恭俭冰窖 Gongjian Ice Cellar (7-12)
- Xicheng qu Fuchengmennei dajie 93 hao siheyuan 西城区阜成门内大街93号四合院 Courtyard Dwellings at No. 93, Fuchengmennei Street, Xicheng District (7-13)
- Xicheng qu Di’an men xi dajie 153 hao siheyuan 西城区地安门西大街153号四合院 Courtyard Dwellings at No. 153, Di’anmen West Street, Xicheng District (7-14)
- Ji Xiaolan guju 纪晓岚故居 Former Residence of Ji Xiaolan (7-15) web[13]

- Jinghua yinshu ju 京华印书局 Jinghua Printing House (7-28)[13]
- Deshoutang yaodian 德寿堂药店 Deshoutang Drugstore (7-29)[13]

### Haidian海淀区 (36)
- Yiheyuan 颐和园 Summer Palace (1-18)[4]

- Jingming yuan 静明园 (玉泉山) Garden of Light and Tranquility/Jade Spring Mountain (1-19)[12]

- Juesheng si (Dazhong si) 觉生寺 (大钟寺) Temple of the Awakening of Lives / Big Bell Temple Museum (1-20)[7]

- Shi fang ou jue si (Wofo si) 十方普觉寺 (卧佛寺) Temple of the Awakening of the Ten Worlds / The Temple of the Reclining (1-21)[11]

- Biyun si 碧云寺 Temple of the Azure Clouds (1-22)[11]

- Da zheng jue si (Wuta si) 大正觉寺〔五塔寺〕Temple of Great Righteous Awakening / The Five-Pagoda Temple (1-23)[4]

- Dahui si 大慧寺 Temple of Grand Wisdom (1-24)[11]
- Cishou si ta 慈寿寺塔 Pagoda in the Temple of Benevolence and Longevity (1-25)

- Wei taihe zaoxiang 魏太和造像 Buddhist Statues Sculpted [lies: Sculptured] during the Reign of Wei Dynasty Emperor (1-33)
- Shuang qing bie shu 双清别墅 Villa of Double Fountains (2-2)
- Yu Yuan Ruinen der kaiserlichen Gärten (2-13)[5]

- Dajue Si 大觉寺 Temple of Great Awakening (2-23)[12]

- Tuancheng, Yanwu ting 团城、演武厅 Tuancheng Martial Arts Performing Hall (2-26)[12]

- Wanshou si 万寿寺 Wanshou Temple (2-28)[12]

- Jingtai ling 景泰陵 Jingtai Mausoleum (2-32)[12]

- San Yiba lieshi jinian bei “三•一八”烈士纪念碑 Monument to Martyrs of the 'March 18th Incident’ (3-4)
- Luanzhou qiyi jinian ta 滦州起义纪念塔 Cenotaph of the Luanzhou Uprising (3-5)[12]
- Li Dazhao lieshi lingyuan 李大钊烈士陵园 Martyr’s Cemetery for Li Dazhao (3-7)
- Heilong Tan ji Longwang miao 黑龙潭及龙王庙 Black Dragon Pond and Temple of Dragon King (3-17)
- Guangji qiao (Qinghe daqiao) 广济桥 (清河大桥) Guangji Bridge (Qinghe Bridge) (3-23)
- Xuhuazhi ge ji songtang 旭华之阁及松堂 Xuhuazhi Pavilion and Pine Hall (3-36)
- Jingyi yuan 静宜园 (香山) Jingyi Garden (Fragrant Hill) (3-379)

- Diaoyutai yu Yangyuantai 钓鱼台与养源斋 Diaoyutai and Yangyuanzhai (3-38)
- Lejia huayuan 乐家花园Lejia Garden (3-66)
- Dayuan 达园 Dayuan Garden (3-67)
- Chun qinwang mu 醇亲王墓 Tomb of Prince Chun (7th Prince Tomb) (3-91)
- Fu junwang mu 孚郡王墓 (3-92) Tomb of Prince Fu (9th Prince Tomb)
- Beijing Dinghui si 定慧寺 Dinghui Temple (4-4)
- Yuan Yanjing daxue weiming hu qu 原燕京大学未名湖区 (4-11)[11]

- Qinghua daxue zaoqi jianzhu 清华大学早期建筑 Early Buildings in Qinghua University (4-12)[11]

- Mohe an 摩诃庵Mohe Nunnery (5-29)
- Qinghe Hancheng yizhi 清河汉城遗址 Han-zeitliche Stadt am Nordufer des Flusses Qinghe (6-1)
- Guangren gong 广仁宫 (西顶) Guangren Palace (West Peak) (6-22)
- Liang Qichao mu 梁启超墓 Tomb of Liang Qichao (6-36)

- Shangzhuang Dongyue miao 上庄东岳庙 Dongyue Temple in Shangzhuang (7-17)
- Sun Yue mu 孙岳墓 Tomb of Sun Yue (7-30)

### Chaoyang朝阳区 (8)
- Beijing Dongyue Miao 东岳庙•The Temple of the God of Taishan Mountain (1-6)[7]

- Tucheng 土城 Earthen City Wall (1-36)
- Xihuang si 西黄寺 Xihuang Temple (2-12)
- Ri tan 日坛 Temple of the Sun (3-19)[12]

- Yongtong qiao ji Shidao bei 永通桥及石道碑 Yongtong Bridge and the Road Construction Stele (3-25)

- Shidang zhu Fo baota 十方诸佛宝塔 Pagoda of the Buddhas of 10 Heavens (4-18)
- Sijiuyi diantai jiuzhi 四九一电台旧址 Site of the Forty-Nine One (491) Radio Station (6-35)
- Beiding niangniang miao 北顶娘娘庙 Beiding Temple of the Goddess (7-20)

### Fengtai丰台区 (12)
- Lugou jiao 卢沟桥 Marco-Polo-Brücke (1-26)[4]

- Zhengang ta 镇岗塔 Zhengang-Pagode (1-27)[14]

- Changxindian er qi geming yizhi 长辛店“二七”革命遗址 The Revolutionary Site of „The Feb 7 Strike“ (2-7)
- Changxindian 长辛店留法勤工俭学旧址 Site of the Changxindian Training Center for the Work-Study Program in France (3-3)
- Jin Zhongdu cheng yiji 金中都城遗迹 Ruins of the Capital of Jin Dynasty (3-85)
- Lianhua Chi 莲花池 Lianhuachi Pool (3-108)
- Nanyuan bingying siling bu jiuzhi 南苑兵营司令部旧址 Stabsgebäude der Garnison Nanyuan (4-16)
- Jin Zhongdu shuiguan yizhi 金中都水关遗址 Site of the Water Pass in Zhongdu, Jin Dynasty (5-45)[11]
- Dabaotai Xi Han mu yizhi 大葆台西汉墓遗址 Gräber der Westlichen Han-Dynastie in Dabaotai (5-46)
- Nangangwa qiao 南岗洼桥 Nangangwa Bridge (6-23)
- Fengtai Niangniang miao 丰台娘娘庙 Temple of Guanyin, Fengtai (7-18)
- Fengtai Yaowang miao 丰台药王庙 Temple of Yaowang (Medicine King), Fengtai District (7-19)

### Shijingshan石景山区 (8)
- Xishan Badachu 西山八大处 (长安寺、灵光寺、三山庵、大悲庵、龙王堂、香界寺、宝珠洞、证果寺) Badachu in the Western Hills (1-28)

- Fahai Si 法海寺 The Temple of the Sea of the Law (1-29)[5]

- Bingchuan cahen 冰川擦痕 Glacier Scrapes (1-30)

- Beijing Babaoshan geming gongmu 北京八宝山革命公墓 Beijing Babaoshan Revolutionary Cemetery (3-6)
- Cheng’en si 承恩寺 Cheng’en Temple (4-5)[12]

- Cishan si 慈善寺 Cishan Temple (5-31)
- Laoshan Han mu 老山汉墓 Han Tomb at Laoshan (6-7)
- Tianyi mu 田义墓 Tomb of Tianyi (6-8)

### Fangshan房山区 (18)
- Liuli He Shang-Zhou yizhi 琉璃河商周遗址 Ruins of the Shang and Zhou Dynasties, Liulihe River (2-17)[5]
- Wanfo tang, Kongshui dong 万佛堂、孔水洞 Wanfotang (Ten Thousand Buddha Hall), Kongshui Cave (2-18)[11]
- Doudian tucheng 窦店土城 Doudian Earth City (2-19)
- Liangxiang ta 良乡塔 Liangxiang Pagoda (2-25)
- Liuli He daqiao 琉璃河大桥 Liulihe Bridge (3-27)
- Baishui si Shifo 白水寺石佛 Stone Buddha Statues of the Baishui Temple (3-81)
- Yao Guangxiao muta 姚广孝墓塔 Yao Guangxiao’s Tomb Pagoda (3-88)
- Shangfang shan zhu si ji Yunshui dong 上方山诸寺及云水洞 Temples on Shangfang Hill and Yunshui Cave (3-110)
- Yinggong changlao shou ta 应公长老寿塔 Pagoda of Presbyter Yinggong (5-37)
- Zhou Jixiang ta 周吉祥塔 Pagoda of Zhou Jixiang (5-38)
- Zhao ta 照塔 Zhao Pagoda (5-39)
- Yuhuang ta 玉皇塔 Yuhuang Pagoda (5-40)
- Jiaolao tai 郊劳台 Xiaolao Platform [lies: Jiaolao Platform] (5-41)
- Jin ling 金陵 Tombs of the Jin Dynasty (5-47)[12]
- Caizhuang tucheng yizhi 蔡庄土城遗址 Site of the Earth City Wall at Caizhuang (6-2)
- Yisang’a mu shike 伊桑阿墓石刻 Stone Inscriptions of Yisang’a Tomb (6-9)
- Tiewa si 铁瓦寺 Temple with Iron Tiles (6-28)
- Xiuyun guan 岫云观 Xiuyun Taoist Temple (7-22)

### Tongzhou通州区 (6)
- Randeng ta 燃灯塔 Randeng Pagoda (2-21)
- Li Zhuowu mu 李卓吾墓 Tomb of Li Zhuowu (3-87)
- Luhe zhongxue yuanjiao xuelou 潞河中学原教学楼 Former Classroom Building of Luhe Middle School (4-15)

- Tongzhou Qingzhensi The Mosque in Tongzhou 通州清真寺 (5-33)
- Tongyun qiao ji Zhangjiawan zhen chengqian yiji 通运桥及张家湾镇城墙遗迹 Site of Tongyun Bridge and the City Wall at Zhangjiawan (5-35)
- Fuyu nü jiaojiao tulou, Bai youlou jiuzhi 富育女校教士楼、百友楼旧址 Site of the Clergymen Buildings and the Baiyou Building of Fuyu Girls’ School (6-37)

### Changping昌平区 (7)
- Shisan ling 十三陵 Ming Tombs (1-31)[4]

- Yuntai 云台 Cloud Terrace (1-32)[4]

- Yinshan baota 银山宝塔 Yinshan Pagoda Forest (2-20)[5]

- Chaozong qiao 朝宗桥 Chaozong Bridge (3-26)
- Baifu quan yizhi – Jiulong Chi, Duling wangmiao 白浮泉遗址——九龙池、都龙王庙 Site of Baifu Spring -- Nine Dragons Pool and Temple of Dulongwang (4-2)
- Gonghua cheng Guhua [lies: Gonghua] City 巩华城 (5-32)
- Heping si 和平寺 Heping Temple (5-44)

### Mentougou门头沟区 (12)
- Tanzhe si 潭柘寺 Temple of the Poor [lies: Pool] and the Wild Mulberry (1-34)[11]

- Jietai si 戒台寺 Temple of the Ordination Altar (1-35)[7]
- Yan He cheng yu di tai 沿河城与敌台 Riverside Castle and Blockhouses (3-21)
- Sanguan ge guojie lou 三官阁过街楼 Arcade of Sanguan Pavilion (4-7)
- Wanping xian renming kangri zhanzheng weiguoxisheng lieshi jinian bei 宛平县人民抗日战争为国牺牲烈士纪念碑 Cenotaph for the Martyrs in the War of Resistance against the Japanese Aggression in Wanping County (5-2)
- Balujun Jirecha tingjinjun silingbu jiuzhi 八路军冀热察挺进军司令部旧址 Site of the Headquarters of the Jirecha Pioneering Troops of the Eighth Route Army (5-5)
- Lingyan si dadian 灵严寺大殿 Palace of Lingyan Temple (5-42)
- Tianli meichang jiuzhi 天利煤厂旧址 Former Site of Tianli Coal Factory (6-24)
- Shuanglin si 双林寺 Shuanglin Temple (6-25)
- Chuandixia minju cunluo 川底下古民居村落 Ancient Chuandixia Village (6-26)[12]

- Lingyue si 灵岳寺 Lingyue Temple (7-23)
- Baipu si 白瀑寺 Baipu Temple (7-24)

### Daxing大兴区 (2)
- Tuanhe xinggong yizhi 团河行宫遗址 Site of the Imperial Palace for Short Stays at Tuanhe (6-3)
- Wu’ai chanshi ta 无碍禅师塔 Tower of Wu’ai Monk (7-21)

### Pinggu平谷区 (3)
- Shangzhai wenhua yizhi 上宅文化遗址 Stätten der Shangzhai-Kultur Sites of the Shangzhai Culture (6-4)
- Yahuan Shan Bixiayuanjun ci yizhi 丫髻山碧霞元君祠遗址 Site of the Bixiayuanjun Ancestral Temple, Yahuan Hill (6-5)
- Yuzi Shan kangzhan yizhi 鱼子山抗战遗址 Site of the War of Resistance against Japanese Aggression at Yuzishan (6-38)

### Shunyi顺义区 (3)
- Jiaozhuanghu didaozhan yizhi 焦庄户地道战遗址 Site of Tunnel War in Jiaozhuanhu (2-8)
- Yuansheng gong 元圣宫 Yuansheng Palace (5-43)
- Wuliang ge 无梁阁 Pavilion without Girders (6-27)

### Huairou怀柔区 (1)
- Hongluo si 红螺寺 Hongluo Temple (4-6)

### Yanqing延庆县 (6)
- Zhan Tianyou tongxiang ji mu 詹天佑铜像及墓 Bronze Statue and Tomb of Zhan Tianyou (3-93)
- Guyaju yizhi 古崖居遗址 Site of the Ancient Dwellings on the Cliff (4-19)

- Yuhuang miao Shanrou mu yizhi 玉皇庙山戎墓遗址 Site of the Shanrong Tomb at Yuhuang Temple (5-48)
- Chadao cheng yizhi 岔道城遗址 Site of Chadao City (6-6)
- Yongning tianzhu jiaotang 永宁天主教堂 Catholic Church at Yongning (6-39)
- Muhua shiqun 木化石群 Group of Wood Fossils (6-40)

### Miyun密云县 (5)
- Wanli changcheng Beijing duan 万里长城北京段 Great Wall, Beijing Section (3-22)
- Fanzi shike 番字石刻 Inscriptions of Non-Chinese Characters (4-20)
- Bai Yihua lieshi lingyuan 白乙化烈士陵园 Martyr’s Cemetery for Bai Yihua (5-3)
- Gubeikou zhanyi zhenwang jiangshi mu 古北口战役阵亡将士墓 Tomb for the Soldiers Who Lost their Lives in the Battle of Gubeikou (5-4)
- Bailong tan Longquan si 白龙潭龙泉寺 Longquan Temple at Bailong Pool (5-34)